# Babu wa Loliondo
Babu wa Loliondo (bürgerlich Ambilikile Mwasapile; * um 1935; † 30. Juli 2021 in Loliondo) war ein Pastor der Evangelisch-Lutherischen Kirche in Tansania (ELCT), der zeitweilig durch das Ausschenken eines Getränkes aus Baumrinde mit heilender Wirkung in Tansania in Loliondo (in der Nähe des Ngorongoro-Kraters) für Aufsehen sorgte.

## Leben und Wirken
Masapila stammte aus Mbeya und war als Pastor in der evangelisch-lutherischen Kirche von Tansania tätig gewesen. Vor einigen Jahren träumte er, dass Gott ihm gesagt hätte, er solle nach Loliondo gehen und dort aus Teilen eines bestimmten Baumes einen Tee kochen und einer Kranken geben, die vorbeikommen würde. Seit März 2011 pilgern tausende Menschen – teilweise aus der ganzen Welt – zu Babu, um einen Becher Heilwasser zu bekommen.

## Ort
Loliondo liegt westlich vom Natronsee und nördlich vom Ngorongoro-Krater und der Serengeti an der Grenze zu Kenia mitten in der Steppe. Der Ort ist weit abgelegen von der nächstgrößeren Stadt und kaum zu erreichen.

## Berichte von Heilungen
Zahlreiche Tansanier berichten über Heilungen von Menschen, die sie kennen und die an chronischen Krankheiten wie Bluthochdruck, Krebs, Tuberkulose und auch HIV erkrankt waren. In allen Berichten wird von der besonderen Ausstrahlung des Pastors erzählt, die auch Nichterkrankte erfülle.

## Der „Wundertrank“"
Der Tee wird aus Pflanzenteilen der Carissa Spinarum bzw. Carissa Edulis hergestellt. Früher wurde aus dieser Pflanze ein hochwirksames Gift für Jagd- und Kampfpfeile gewonnen. Der übermäßige Bedarf an Feuerholz führt zu einer kritischen Versorgungslage der Bevölkerung. Der Trank wird an die Bedürftigen für 500 TSh pro Becher verkauft. Diese werden zu 200 TSh an diejenigen, die den Tee kochen, aufgeteilt, 200 TSh an die Evangelisch-Lutherische Kirche in Tansania und 100 TSh für den Pastor selbst. Kinder trinken nur einen halben Becher.

### Wissenschaftliche Untersuchungen
Im März 2011 hat das tansanische Ministerium für Gesundheit und Soziales eine Studie in Auftrag gegeben, die die Wirksamkeit des Trunkes untersuchen sollte. Diese Studie bestätigte, dass von der verabreichten Dosis keine Gefahr ausgehe. Eine entzündungshemmende sowie blutdrucksenkende und Diabetes-lindernde Wirkung konnte dem Wirkstoff nachgewiesen werden. Bzgl. HIV/Aids konnte lediglich statuiert werden, dass Begleiterkrankungen gemildert würden.

### Hoffnungen für die weitere Forschung
Die Teilergebnisse der Untersuchungen weckten Hoffnungen im Bezug auf einen Durchbruch zu neuen HIV-Medikamenten. Demzufolge stimmten einige Substanzen der Pflanze mit antiviralen Medikamenten überein und seien teilweise fettlöslich, so dass sie die Blut-Hirn-Schranke passieren könnten.

## Auswirkungen der Heilungsberichte
Berichte von angeblichen erfolgreichen Heilungen führten zu einer Pilgerbewegung von teilweise über 50.000 Menschen. Auf dem Weg nach Loliondo wurden die Straßen teilweise zerfahren und nicht mehr passierbar. Zahlreiche Pilger starben auf der Reise und vor Ort herrschen katastrophale sanitäre Gegebenheiten. Seitens der Regierung wurde eine Maut für die Zufahrtsstraßen erhoben und eine Begrenzung der Fahrzeuge ausgesprochen. Die ELCT plant, sanitäre Einrichtungen zu errichten sowie Gästehäuser und eine Kathedrale zu bauen.

## Haltung der tansanischen Kirche
Auch zahlreiche Kirchenvertreter nutzten die Möglichkeit, von dem Tee zu trinken. Sie äußerten sich erfreut über die humanen und medialen Auswirkungen ihres Pastors. Auf ein angekündigtes Verbot gegenüber Mwasapile reagierte die tansanische Kirche mit Ablehnung. Thomas Laiser, Bischof der ELCT-Nordzentral-Diözese, befürchtete ein Chaos und riet der Regierung, die Austeilung des Medikaments nicht zu stoppen. Stattdessen sollten bei Mwasapiles Haus zwei Warteräume für 600 bis 700 Menschen sowie Toiletten und Müllplätze errichtet werden. Bezüglich der Prüfung des Medikaments sagte Laiser: "Was heilt, ist nicht das Medikament, sondern Glaube und Gebet."

## Kritik
Wissenschaftler und Theologen äußern massiv Zweifel und Bedenken ob der Tätigkeit des Wunderheilers. Neben einer Verzerrung der theologischen Fragestellung stehen vor allem humanitäre Bedenken im Vordergrund. Besonders die möglichen Auswirkungen auf medikamentöse Aids-Behandlung wird mit Sorge beobachtet, da Mwasapile HIV-infizierte Menschen ermutige, keine weiteren Medikamente zu nehmen, sobald sie den 'Becher des Lebens' getrunken hätten. Auch eine nachlassende Umsicht im Bezug auf die Verwendung von Kondomen wird befürchtet. Daneben werden auch die ökologischen und ökonomischen Folgen der Massenbewegung in das nichterschlossene Gebiet als bedenklich eingestuft.

## Trivia
In Anlehnung an die Vorgabe, dass jeder nur einen einzigen Becher trinken bräuchte, wird in kirchlichen Kreisen Tansanias der Witz erzählt, dass die kiswahilische Abkürzung der ELCT Kanisa la Kiinjili la Kilutheri Tanzania KKKT umgewidmet werden würde. Stattdessen würde es nun für kunywa kikombe kimoja tu stehen (Kiswahili für 'Trink nur eine Tasse').